# Grégoire Horlait
 (décembre 2019).
Si vous disposez d'ouvrages ou d'articles de référence ou si vous connaissez des sites web de qualité traitant du thème abordé ici, merci de compléter l'article en donnant les références utiles à sa vérifiabilité et en les liant à la section « Notes et références ».
Édouard Charles Grégoire Horlait (Chaussée-Notre-Dame-Louvignies, 8 février 1856 - Bruxelles, 12 juin 1933) est un homme politique belge.
Nommé conseiller communal à Gilly en 1890, il représenta le canton de Charleroi au conseil provincial du Hainaut de 1894 à 1900. Il fut, à cette époque, président de la Fédération démocratique du canton de Charleroi et de la Fédération des conseillers communaux de l’arrondissement. Grand ami de Paul Janson et soutenu par Jules Destrée, il a participé en 1885 à la création du Parti ouvrier belge (POB), à la défense du suffrage universel et des droits d’association syndicale.
Le 27 mai 1900, Grégoire Horlait posait sa candidature à la Chambre des Représentants et était élu pour l’arrondissement de Dinant-Philippeville. Il fut réélu en 1902, 1906, 1910 et 1912.
Il est le fils de Rosalie Augustine Duret et de Charles François Horlait. Veuf d'Irma Laure Leblanc épousée le 31 décembre 1884 à Gilly et morte en couche, il se marie à Montignies le 6 mai 1899 à l’âge de 43 ans avec Esther Dullier (33 ans) dont il eut 4 filles toutes nées à Moustier-sur-Sambre (Jeanne, Mariette, Fernande et Simone).
D’origine modeste, Grégoire Horlait était un industriel qui avait fondé les usines de « Clère-Chène » à Moustier-sur-Sambre. Cette activité de distillerie d’essences fines fournissait notamment aux brasseurs, drogueries et distilleries des extraits naturels comme le Bitter spadois, la sève de cassis de Dijon, la sève de cognac, l'extrait de rhum de Jamaïque, la quintessence de rhum de Martinique. Également des extraits naturels très concentrés comme des essences de fruits pour liqueurs, des essences pures (amandes amères, cumin, myrrhe, rose…), essences solubles, esprits distillés, eaux parfumées, colorants, filtres pour droguerie et même papier japonais.